# Congress of Roman Frontier Studies
Le Congress of Roman Frontier Studies (en français, Congrès d'études sur les frontières romaines) est une conférence sur l'archéologie qui se déroule sur une base triennale. Le premier congrès a lieu à Newcastle en 1949, le plus récent se tient à Nimègue en 2022.

## Histoire
À l'initiative d'Eric Birley, une vingtaine d'archéologues et d'historiens se réunissent au King's College de Newcastle, qui faisait alors partie de l'université de Durham du 11 au 14 juillet 1949, organisé par l'université de Durham en collaboration avec la Society of Antiquaries of Newcastle upon Tyne, la Cumberland & Westmorland Antiquarian & Archaeological Society, la Society of Antiquaries of London, la Society of Antiquaries of Scotland, la Cambrian Archaeological Association et la Society for the Promotion of Roman Studies. La date est choisie pour coïncider avec le centenaire du pèlerinage du mur d'Hadrien (1849),.
Depuis 1949, le congrès s'est réuni dans douze pays différents. Il est passé d'environ 20 participants et 11 articles en 1949 à environ 400 participants présentant 200 communications en 2015, lors de la 23e conférence à Ingolstadt en Allemagne. Le Royaume-Uni a accueilli six fois le congrès et l'Allemagne quatre fois. Le congrès le plus récent s'est tenu à Nimègue aux Pays-Bas en août 2022.
L'association est coprésidée depuis 2015 par Rebecca Jones (en) et Andreas Thiel.

## Liste des congrès
Le 26e congrès est prévu à Batoumi sur la mer Noire en Géorgie en septembre 2024.